# 디모보

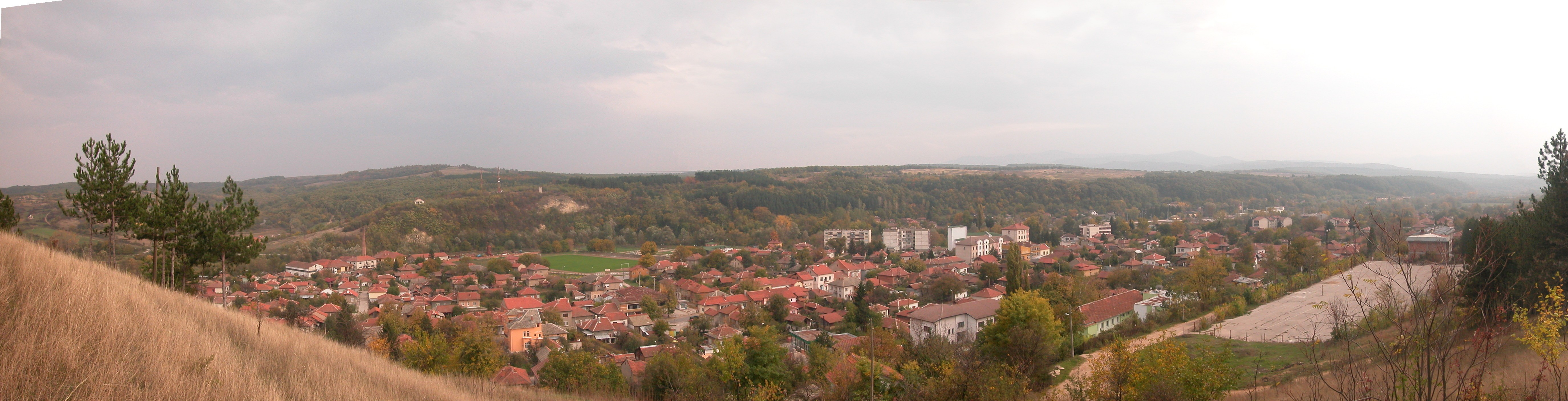
디모보 파노라마

디모보(불가리아어: Димово)는 불가리아 북서부에 위치한 비딘 주의 마을로, 인구는 1,211명(2009년 12월 기준)이며 높이는 75m이다.